# Карло Бозіо
Карло Бозіо (італ. Carlo Bosio, 11 грудня 1916, Генуя — 26 липня 1941, Мальта) — італійський військовик, учасник Другої світової війни, нагороджений Золотою медаллю «За військову доблесть».

## Біографія
Карло Бозіо народився 11 грудня 1916 року в Генуї. У 1935 році вступив до Військово-морської академії в Ліворно, яку закінчив у 1939 році у званні гардемарина. У вересні 1940 року отримав звання молодшого лейтенанта. У жовтні того ж року перевівся до складу 10-ї флотилії МАС.
У ніч з 25 на 26 липня 1941 року брав участь в атаці Мальти. Під час атаки керував вибуховим катером типу MT.
Але атака була виявлена британцями за допомогою радара. Човен, яким керував Карло Бозіо, потрапив під шквальний вогонь британців і втратив хід. Сам Бозіо був важко поранений. Він підірвав човен, щоб той не потрапив у руки британців. 
Карло Бозіо посмертно був нагороджений Золотою медаллю «За військову доблесть». 

## Нагороди
- Золота медаль «За військову доблесть»